# Gunter Halm
Gunter Halm (Neurenberg, 23 juli 1940) is een Oost-Duits oud-politicus. Halm volgde een opleiding als laborant (1954-1957). Hij studeerde natuurkunde aan de Technische Universiteit van Dresden en was daarna werkzaam in de Oost-Duitse techniek. Van 1954 tot 1964 was Halm lid van de Freie Deutsche Jugend en in 1965 sloot hij zich aan bij de Nationaaldemocratische Partij (NDPD). 
Vanaf 1982 was Halm lid van de Hoofdcommissie van de NDPD en van 1985 tot 1990 van het Presidium van NDPD. Hij diende van 1984 tot 1989 als onderminister van Lichte Industrie van de DDR. In november 1989 werd hij minister van Lichte Industrie (tot maart 1990) in het kabinet van Hans Modrow (SED). In het kabinet van Lothar de Maizière (CDU) was hij minister van Economische Zaken.
Na de Duitse hereniging werd hij lid van de liberale Freie Demokratische Partei.